# Hutchison Port Holdings
Hutchison Port Holdings är ett företag med säte i Hongkong, som driver containerhamnar i hela världen. Det är ett dotterföretag till CK Hutchison Holdings.
Hutchison Port Holdings driver 52 hamnar i 27 länder. 
I Europa äger sedan 1994 Hutchison Port Holdings Felixstowes hamn med 184 hektar yta i Suffolk i Storbritannien. Företaget träffade 2017 avtal med Stockholms Hamn AB om drift av containerdelen av container- och rorohamnen Norvikshamnen i Nynäshamn och driver bland andra hamnar i Rotterdam (120 hektar), Amsterdam, Barcelona, Gdynia, Duisburg och Harwich.